# Заселечье
Заселе́чье (бел. Засяле́чча) — деревня в составе Вязьевского сельсовета Осиповичского района Могилёвской области Белоруссии.

## Этимология
«Замошье» является названием-ориентиром, обозначающим поселение за селом.

## Географическое положение
Заселечье расположено в 15 км на юго-восток от Осиповичей и в 2 км от ж/д станции Татарка на линии Осиповичи — Бобруйск, в 123 км от Могилёва. Транспортная связь осуществляется по автодороге Минск — Бобруйск. Прямолинейная улица Заселечья ориентирована меридионально, и по её обеим сторонам возведены деревянные крестьянские дома.

## История
Согласно переписи 1897 года, Заселечье представляло собой застенок в Замошской волости Бобруйского уезда Минской губернии, в 1907 году — деревню.
С 1922 года работала школа, в которую в первый же год был набран 21 ученик. 2 марта 1925 года было открыто мелиоративное товарищество. Колхоз под названием «Энергия» был организован здесь в 1930 году, тут же работала кузница.
Во время Великой Отечественной войны Заселечье было оккупировано немецко-фашистскими войсками. На фронте и при партизанской деятельности погибли пять жителей деревни.

## Население
- 1897 год — 91 человек, 10 дворов[1]
- 1907 год — 154 человека, 23 двора[1]
- 1917 год — 162 человека, 27 дворов[1]
- 1926 год — 176 человек, 35 дворов[1]
- 1959 год — 172 человека[1]
- 1970 год — 126 человек[1]
- 1986 год — 68 человек, 30 дворов[1]
- 2002 год — 26 человек, 13 хозяйств[1]
- 2007 год — 24 человека, 18 хозяйств[1]

## Комментарии
1. ↑  Название и ударение даны по: Назвы населеных пунктаў Рэспублікі Беларусь: Магілёўская вобласць: нарматыўны даведнік / І. А. Гапоненка і інш.; пад рэд. В. П. Лемцюговай. — Минск: Тэхналогія, 2007. — С. 59. — 406 с. — ISBN 978-985-458-159-0.